# Bois d'Inde (Gros Islet)
Bois d'Ine es una localidad de Santa Lucía que forma parte del distrito de Gros Islet.